# Stadtwerke Münster

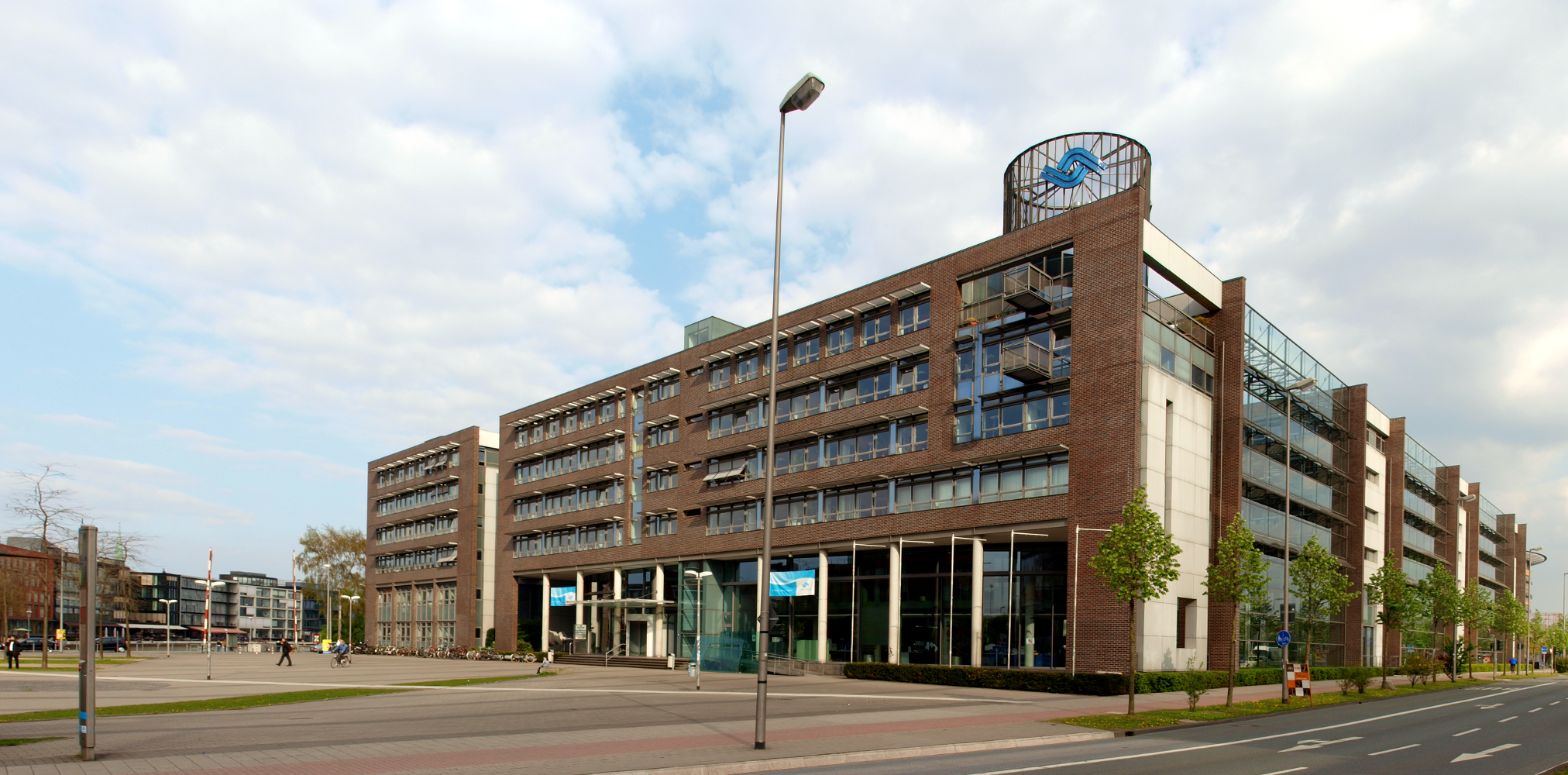
Sitz der Stadtwerke am Hafen Münster

Die Stadtwerke Münster GmbH ist als Stadtwerk Träger der öffentlichen Versorgung sowie des öffentlichen Personennahverkehrs in Münster. Die Stadtwerke bieten die Versorgung mit Strom, Erdgas, Fernwärme und Trinkwasser an und sind Grundversorger im Bereich der Stadt Münster. Außerdem betreiben sie weitestgehend das Omnibusnetz, den Hafen und die Straßenbeleuchtung der Stadt.
Die Stadtwerke Münster wurden 1901 gegründet, als die Stadt Münster ihre Strom-, Gas- und Wasser-Eigenbetriebe zusammenfasste. Acht Jahre später wurde auch der Nahverkehr in ihren Verantwortungsbereich übergeben. 1941 wurde das Unternehmen aus der städtischen Verantwortung entlassen und als eigenständiger Betrieb weitergeführt, 1967 erfolgte die Umgründung in eine Gesellschaft mit beschränkter Haftung (GmbH).
Das Unternehmen befindet sich zu 100 Prozent im Eigentum der Stadt Münster.

## Unternehmensgeschichte

### Vorgeschichte und Gründung

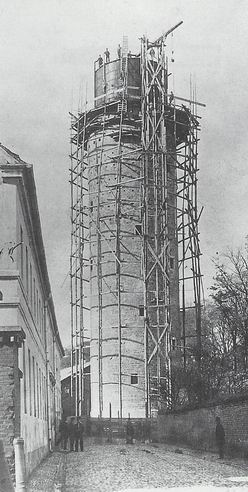
1880: Umbau des Buddenturms zum Wasserturm

Der älteste Zweig der Stadtwerke Münster ist das erste Gaswerk der Stadt, das 1853 eröffnet wurde und ab 1. Januar 1854 die neuen Gaslaternen versorgte. Im Jahr 1880 nahm die Stadt das erste Wasserpumpwerk und damit die öffentliche Wasserversorgung per Hausanschluss in Betrieb. Ab 1888 verwaltete die Stadt das Gas- und Wasserwerk gemeinschaftlich, ab 1901 ergänzte das neue Elektrizitätswerk das städtische Versorgungs-Portfolio. Ebenfalls 1888 wurde die erste Pferdeomnibuslinie in Münster eröffnet, nach 13 Jahren lösten die ersten drei elektrisch betriebenen Straßenbahnlinien die Pferde im öffentlichen Personennahverkehr ab.
1901 fasste die Stadt die Versorgungs-Betriebe im Städtischen Gas-, Elektrizitäts- und Wasserwerk zusammen, somit gab es in Münster Wasser, Strom sowie Gas aus städtischer Hand. Das Jahr gilt damit als Gründungsjahr der heutigen Stadtwerke Münster. 1909 wurde der Straßenbahnbetrieb hinzugefügt, das Unternehmen lief ab diesem Zeitpunkt unter dem Namen Städtische Betriebsverwaltung.

### Zweiter Weltkrieg

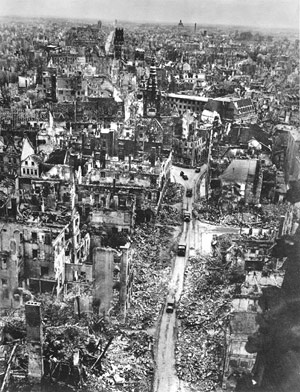
Wie hier der Prinzipalmarkt wurde Münster weitgehend zerstört

Über die Auswirkungen der Machtübernahme der NSDAP auf die Stadtwerke gibt es nur wenige Informationen, da kaum Unterlagen aus dieser Zeit auffindbar sind. Mündlichen Aussagen ehemaliger Mitarbeiter zufolge galt der erste Generaldirektor der Stadtwerke, Richard Tormin, den Nazis als „unliebsamer Werkleiter“; er verstarb 1933 und wurde durch Franz Schräder ersetzt. Dass die Nationalsozialistische Betriebszellenorganisation im Unternehmen aktiv war, belegt ein Foto aus dem Verkehrsbetrieb von 1933 oder 1935, das Mitarbeiter vor der Straßenbahnhalle mit einem entsprechenden Transparent sowie teils mit zum Hitlergruß erhobenem Arm zeigt.
1941 wurden die Betriebe aus der städtischen Verwaltung entlassen und als Stadtwerke Münster (Westf.) eigenverantwortlich weitergeführt. Grund hierfür war die Eigenbetriebsverordnung, die die Nationalsozialisten am 21. November 1938 erlassen hatten. Im Zweiten Weltkrieg wurden auch viele Stadtwerke-Mitarbeiter zum Kriegsdienst eingezogen; 1940 beispielsweise 108 von 682, fünf Jahre später 195 von 790. Ob diese Lücken auch durch Kriegsgefangene und Zwangsarbeiter geschlossen wurden, lässt sich durch die vorhandenen Akten nicht belegen, ist aber auf Grund ähnlicher Vorgänge in anderen Versorgungseinrichtungen sowie dem bekannten Einsatz von Kriegsgefangenen für die Stadt Münster möglich und wahrscheinlich.
Die Stadt Münster wurde im Laufe des Krieges mehrmals schwer bombardiert, die Innenstadt lag zu Kriegsende zu 90 % in Schutt und Asche. Auch die Erzeugungs- und Versorgungsanlagen der Stadtwerke wurden weitgehend zerstört oder schwer beschädigt. Schon wenige Tage nach der Kapitulation der Stadt Münster am 2. April 1945 nahmen die Stadtwerke die Grundversorgung der Bevölkerung zuerst mit Strom und Wasser, später auch mit Gas wieder auf.

### Nachkriegszeit

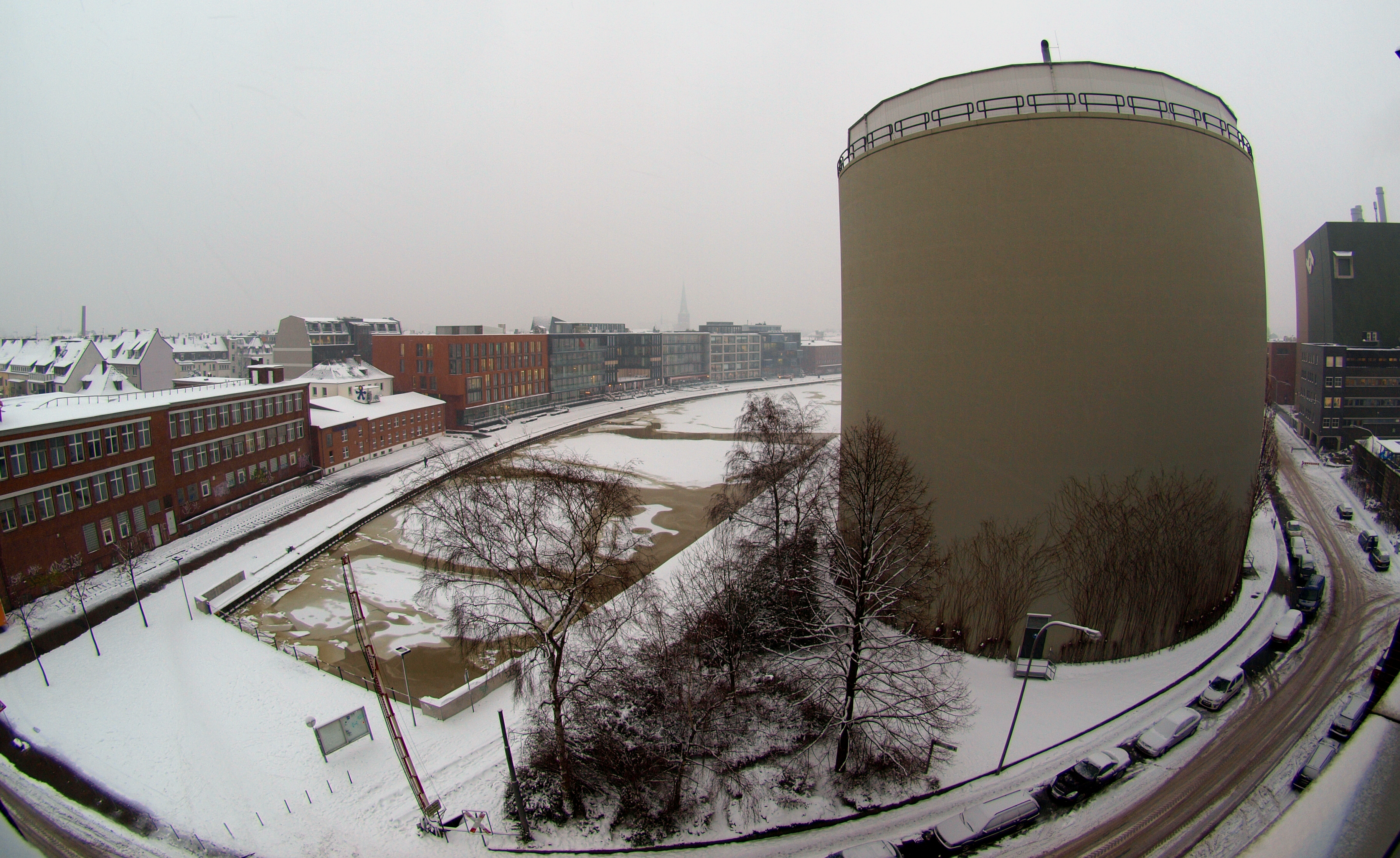
Hafen Münster (2010), mit Kohle-/Fernwärmespeicher vorn und GuD-Kraftwerk rechts

Ab den 1950er Jahren erweiterte sich der Verantwortungsbereich der Stadtwerke deutlich: 1953 fiel ihnen der Betrieb des münsterschen Binnenhafens zu, der bisher von der Stadt selbst betrieben wurde. Ebenso übergab die Stadt ihnen 1956 das Stadtbad am Zoo, 1966 dann auch die restlichen Bäder, die sie bis 1983 behielten. Danach übernahm die Stadt den Bäderbetrieb wieder in Eigenregie. 1967 erfolgte die Umgründung des bisherigen städtischen Eigenbetriebs in eine Gesellschaft mit beschränkter Haftung, um das Unternehmen einerseits flexibler zu machen, andererseits aber auch die finanziellen Risiken für die Stadt zu begrenzen. Alleinige Gesellschafterin blieb jedoch die Stadt Münster.
1968 gründeten die Stadtwerke Münster und Dinslaken als gemeinsames Tochterunternehmen die Westfälische Fernwärmeversorgung GmbH, wodurch Fernwärmeversorgung das Portfolio ergänzte.
In Zusammenhang mit der kommunalen Neugliederung 1975 durch das Münster/Hamm-Gesetz vergrößerte sich das Stadtgebiet – und damit das Versorgungsgebiet der Stadtwerke – von 74 auf 302 km² und um 60.000 neue Einwohner, die bisher von den Vereinigten Elektrizitätswerken Westfalen (VEW) versorgt wurden.

### Neuere Geschichte
Im September 1996 gründeten die Stadtwerke die Citykom, die als Tochter Telekommunikationsdienstleistung für die Bürger Münsters erbringen sollte. Mit dem Fall des Telekommunikationsmonopols der Telekom am 1. Januar 1998 nahm die Gesellschaft ihren Betrieb als einer der ersten lokalen Telefon- und Internetanbieter (City-Carrier) auf. Zum 1. Juli 1998 beteiligte sich die Helsinki Telephone Corporation mit 25,1 % an dem Unternehmen. Ende 1998 hatte die Citykom 4000 Kunden in Münster. Ein Jahr später telefonierten 7000 Privat- und 1600 Geschäftskunden mit dem lokalen Anbieter. Da sich die Geschäfte jedoch nicht wie erwartet entwickelten, entschlossen die Stadtwerke sich, die Citykom 2000 in die neue Gesellschaft Tropolys zu überführen, an der sie fortan 11,1 % der Anteile hielten. 2003 verkauften die Stadtwerke auch diese Anteile an Elisa und zogen sich damit aus dem Telekommunikationsgeschäft zurück. 2017 begannen die Stadtwerke mit dem Wiedereinstieg in Breitband-Internet. Dafür verlegen sie seit 2018 ein eigenes Glasfasernetz im innenstadtnahen Kreuzviertel, sei 2019 auch im Hansaviertel am Hafen. Dafür investieren die Stadtwerke 10 Mio. Euro. Langfristig soll zudem in ganz Münster schnelles Internet über Glasfaser bis ins Haus angeboten werden.
2001 beschloss der Stadtrat mit seiner Mehrheit aus CDU und FDP, die Stadtwerke zu 49 % an einen privaten Investor zu verkaufen. Gegen diesen Verkauf formierte sich eine Bürgerinitiative, die 2002 über 17.000 Unterschriften gegen den Ratsentschluss gesammelt hatte und so einen Bürgerentscheid erzwang. Am 16. Juni 2002 stimmten 42.929 Münsteraner (65,4 %) gegen die Privatisierung, 22.706 (34,6 %) dafür. Da die Gegner auch das 20-%-Quorum erreichen konnten, wurde der Ratsbeschluss ungültig, die Stadtwerke verblieben zu 100 % in städtischer Hand. Mehr Informationen im Abschnitt „Versuchte Teilprivatisierung 2001/2002“.
Zum 1. Januar 2006 übernahmen die Stadtwerke den Betrieb der Straßenbeleuchtung von der Stadt Münster. Dafür zahlten sie der Stadt rund 21 Millionen Euro Kaufpreis, erhalten dafür aber im Jahr eine Pauschale von 14,69 € pro Leuchte (2006), im Jahr also rund 4,5 Millionen Euro. Grund hierfür war, dass die Stadtwerke in den vorhergehenden Jahren ohnehin rund 85 % der anfallenden Arbeiten erledigt hatten. Außerdem wollte die Stadt durch die Verschiebung rund 60.000 € Stromsteuervorteile im Jahr heben.
2007 entschied der Stadtrat mit seiner Mehrheit aus CDU und FDP, dass die Stadtwerke sich am Bau der neuen Blöcke des Kohlekraftwerks Westfalen beteiligten sollten. Für 40 Millionen Euro erwarben die Stadtwerke daraufhin rund 2 % an der Gemeinschaftskraftwerk Steinkohle Hamm GmbH & Co. KG. 2015 stiegen die Stadtwerke nach einer entsprechenden Aufforderung von SPD, Grünen, Linken, ödp, UWG und Piraten, die Beteiligung aus ökologischen und finanziellen Gründen abzustoßen, wieder aus dem Projekt aus und veräußerten ihre Anteile am Kraftwerk. Im gleichen Jahr setzten die Stadtwerke erstmals Elektrobusse ein. Die Busse des Herstellers VDL wurden über das europäische Forschungsprojekt Zero Emission Urban Bus System (ZeEUS) gefördert.

## Betriebsbereiche

### Versorgung

#### Gas

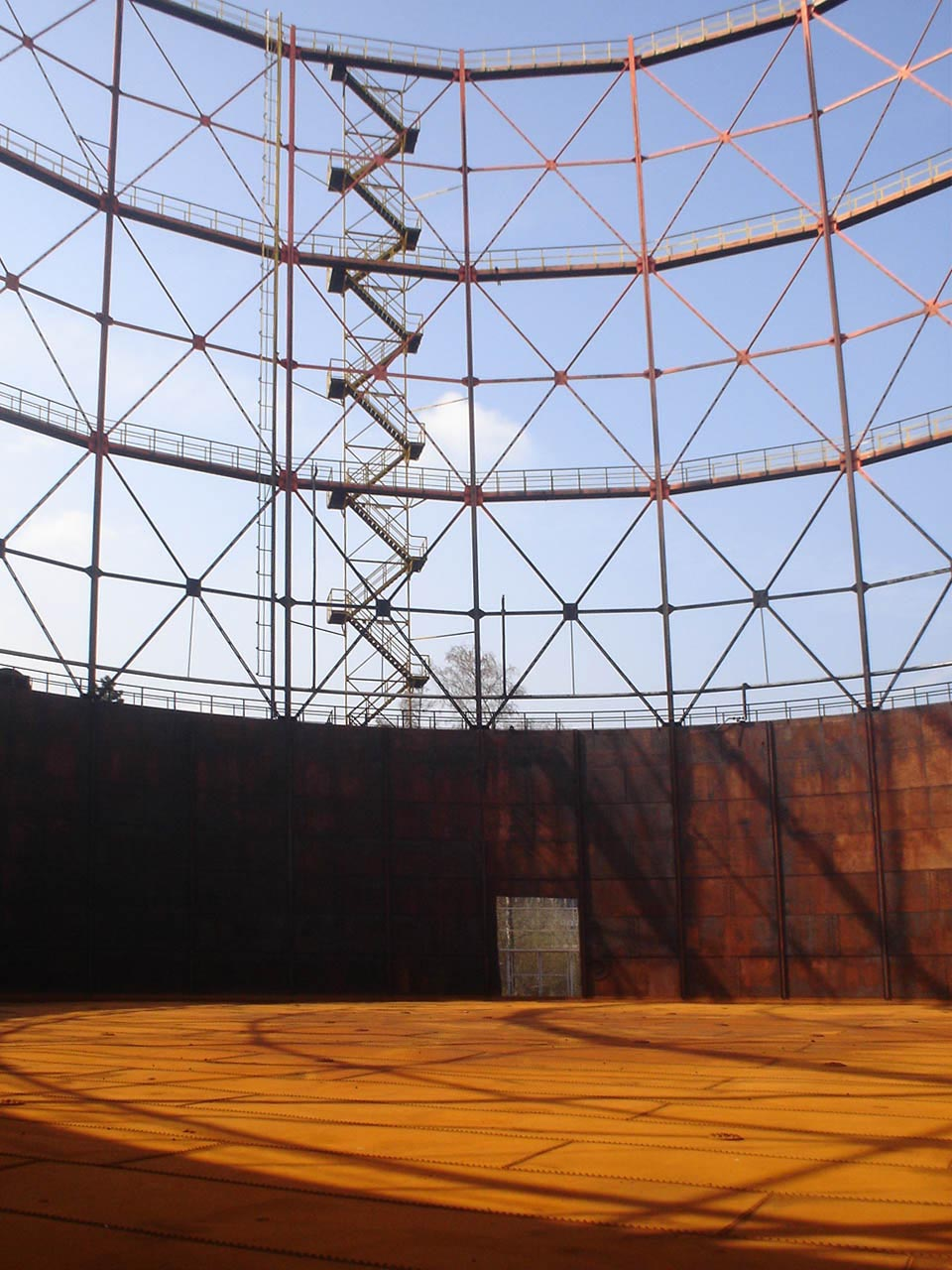
Gasometer von 1952

Ab 1841 plante der städtische Magistrat die Einführung der Gasversorgung als Ergänzung der alten Öllampen. Auf Grund von Streitigkeiten über die Finanzierung dauerte es bis 1852, bis der Aachener Unternehmer A. Sabey das Werk als städtisches Eigentum errichtete und als Pächter ein 25-jähriges Monopol auf die Gasproduktion in Münster erhielt. 1853 gingen die ersten Laternen ans Gasnetz. Nach Unstimmigkeiten zwischen Sabey und Stadt wurde der Pachtvertrag 1872 aufgelöst, woraufhin die Stadt das Gaswerk übernahm.
Bereits um 1890 war das Gaswerk an seiner Leistungsgrenze angelangt, auch weil es inzwischen immer mehr Haushalte versorgte. Daher wurde 1897 eine neue Gasanstalt eröffnet, die alte wurde stillgelegt. Auch diese konnte jedoch nur wenige Jahre mit dem steigenden Bedarf mithalten, so dass die Stadt ab 1917 mit Ferngas aus der Kokerei der Zeche Radbod bei Hamm versorgt wurde. Im Zweiten Weltkrieg wurden die Pipeline und die beiden Gasometer von Bomben getroffen, so dass die Gasversorgung immer wieder ausfiel. Nach Kriegsende versorgten die Stadtwerke im Frühjahr 1947 die ersten Haushalte wieder mit Gas, ein Jahr später alle ans Gasnetz angeschlossenen. 1952 wurde ein neuer Gasometer mit einer Speicherkapazität von 75.000 Kubikmetern eröffnet, der die alten Gasometer ersetzte.
1971 stellten die Stadtwerke ihren Bezug von Kokereigas auf Erdgas um. 2004 wurde der Gasometer außer Betrieb genommen und stattdessen im Stadtteil Albachten ein unterirdischer Erdgasröhrenspeicher mit 260.000 m³ Speicherkapazität errichtet. Der Gasometer bleibt jedoch als geschütztes Industriedenkmal erhalten.
Die Stadtwerke Münster liefern im Stadtgebiet Münster Erdgas der Sorte „L“, lediglich im Stadtteil Sprakel wird „H“-Gas geliefert. Für L-Gas bestehen in Mecklenbeck zwei und in Roxel ein Netzkopplungspunkt, in Sprakel ein eigener für H-Gas.

#### Wasser

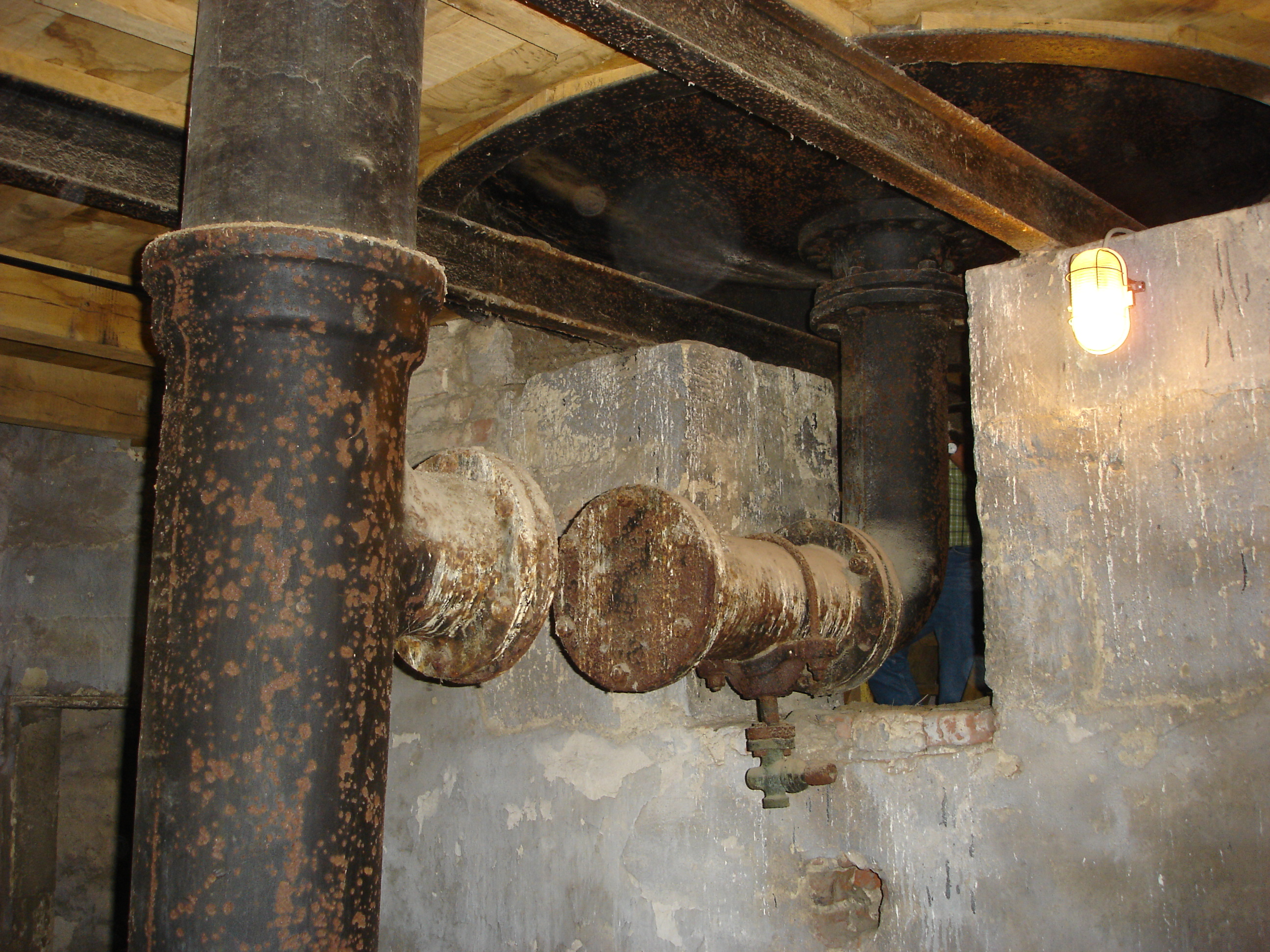
Unterseite des Wassertanks im Buddenturm

Eine öffentliche Wasserversorgung mit Hausanschlüssen entstand in Münster 1880. Im Eigenbetrieb eröffnete die Stadt in diesem Jahr das erste Pumpwerk in Mecklenbeck. Außerdem wurde der Buddenturm zum Wasserturm umgebaut, um die Versorgung sowie einen ausreichenden Wasserdruck sicherzustellen.
Der schnell steigende Verbrauch – von 676 Verbrauchern mit rund 400.000 Kubikmetern 1880 auf über 4000 Verbraucher mit über 1,7 Millionen Kubikmetern im Jahr 1900 – verlangte neue Wasserwerke, so dass zwischen 1888 und 1899 drei weitere Pumpwerke im Bereich Vennheide im Süden der Stadt in Betrieb genommen wurden. Im Jahre 1903 wurde der Wasserturm „Auf der Geist“ in Betrieb genommen, der bis zu 2500 Kubikmeter Wasser fasst. 1906 wurde in der damals noch eigenständigen Gemeinde Hiltrup bereits das fünfte Pumpwerk entlang des Münsterländer Kiessandzuges eröffnet, das Wasserwerk Hohe Ward.

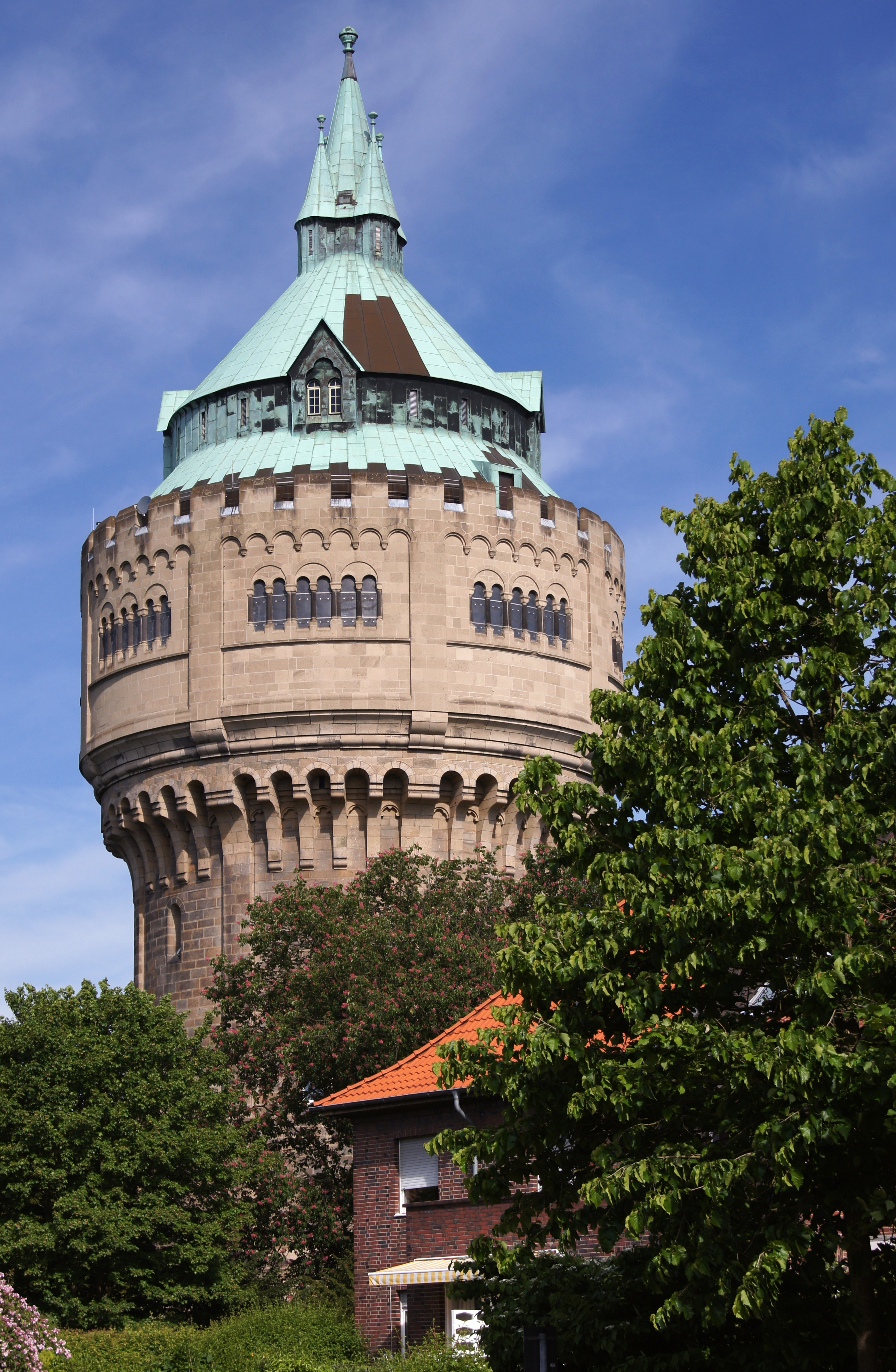
Wasserturm Geist

Die Installation einer Enteisenungsanlage in der Hohen Ward bedingte die zeitweise Abschaltung 1911, dafür wurde ein sechstes Pumpwerk in der Vennheide eröffnet. 1913 musste das Mecklenbecker Werk aus hygienischen Gründen abgeschaltet werden. Auf Grund des weiter steigenden Wasserbedarfs begannen die Stadtwerke im Bereich Hohe Ward Wasser aus dem Dortmund-Ems-Kanal zu entnehmen und im Verfahren der Grundwasseranreicherung versickern zu lassen. Das Pumpwerk VI wurde entgegen der ursprünglichen Planung nach 1925 für den dauerhaften Betrieb ausgebaut.
Während des Zweiten Weltkriegs wurden auch die Pumpwerke und das Wasserleitungsnetz beschädigt. Im Wirtschaftsjahr 1944/1945 betrug der Wasserverlust 54 %, zum Ende der Periode waren noch 450 Wasserrohrbrüche zu beseitigen. Nach dem Krieg wurde die Wiederherstellung der Wasserversorgung mit der Dringlichkeitsstufe I behandelt; die Pumpwerke wurden vorrangig mit dem knappen Strom versorgt, der Wiederaufbau mit Priorität durchgeführt. Im April 1945 gingen die ersten Pumpwerke wieder in Betrieb, drei Jahre später war das Versorgungsnetz wieder komplett. Während der Buddenturm nicht mehr als Wasserturm hergerichtet wurde, überstand der Wasserturm Geist den Krieg als Kirche „verkleidet“ und blieb in Betrieb.
1945/1946 förderten die Anlagen mit 1,7 Mio. Kubikmetern so viel Wasser wie schon 1900. Bis 1950 stieg dieser Wert auf 5,8 Mio. Kubikmeter, bis 1955 auf über 8 Mio. Kubikmeter. In Kinderhaus eröffneten die Stadtwerke 1957 ein weiteres Wasserwerk. Da der Bedarf aber weiterhin schnell wuchs als die Förderung, schlossen die Stadtwerke 1958 einen Vertrag mit der Gelsenwasser, die fortan zusätzliches Wasser lieferte. 1973 ging in Münster-Handorf im Bereich Hornheide Haskenau das bislang neuste Werk in Betrieb.

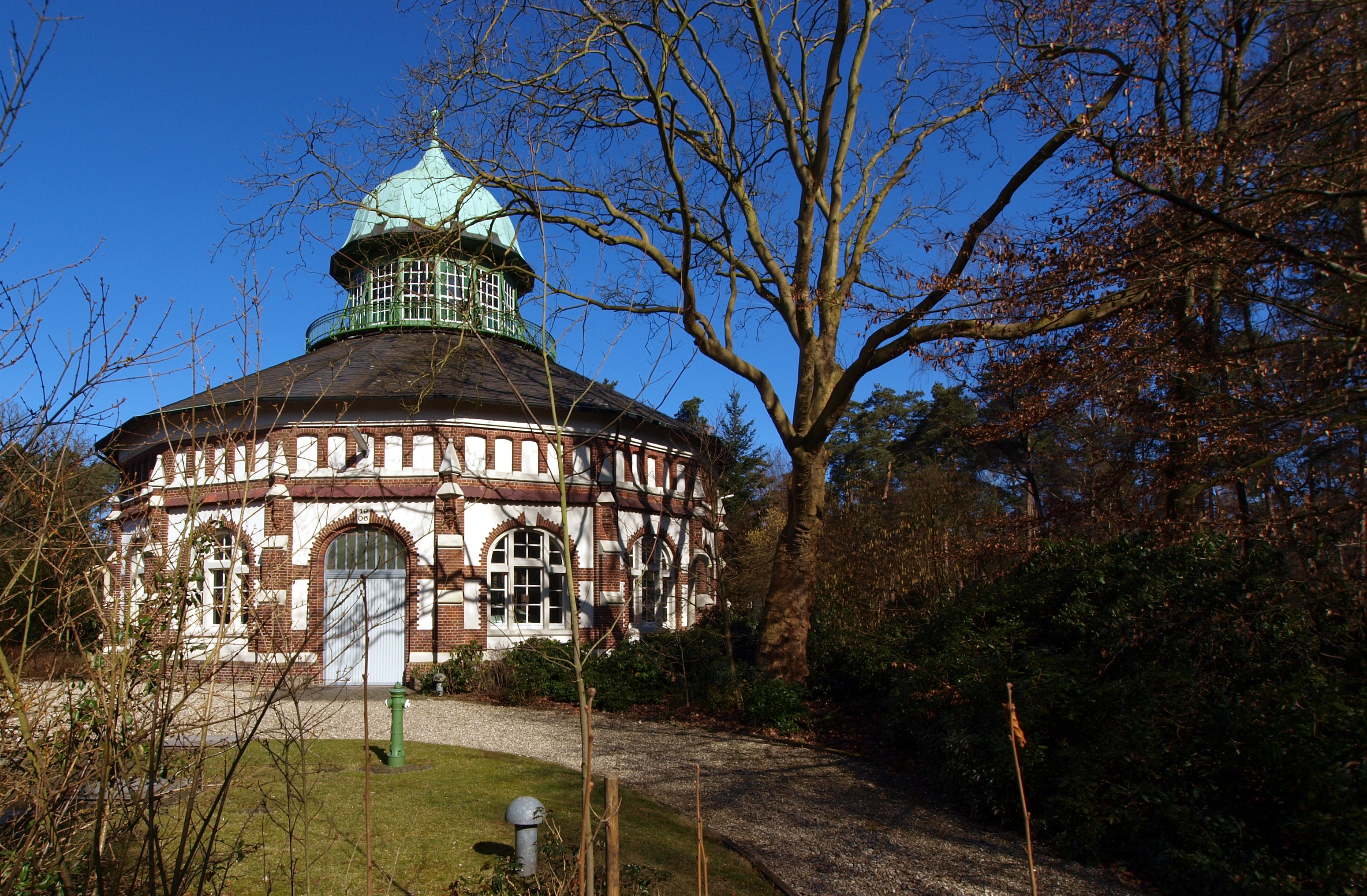
Wasserwerk Hohe Ward

Heute betreiben die Stadtwerke Münster vier Wasserwerke. Dies sind der 1888 eröffnete Standort Geist/Vennheide (Aufbereitungskapazität 1000 m³/h), das seit 1906 bestehende Pumpwerk V in der Hohen Ward (1000 m³/h), außerdem die beiden neueren Anlagen in Kinderhaus (150 m³/h) und Hornheide Haskenau (1200 m³/h). Die ersten drei Anlagen liegen auf dem Münsterländer Kiessandzug, die letztgenannte auf der Urems-Rinne. Die vier Werke fördern jährlich über 10 Mio. Kubikmeter Wasser und decken damit rund zwei Drittel des Münsteraner Wasserbedarfs. Das andere Drittel kaufen die Stadtwerke von Gelsenwasser; es stammt aus dem Wasserwerk Haltern.

#### Strom
1898 wurde der Beschluss gefasst, ein städtisches Elektrizitätswerk zu errichten, um eine elektrische Straßenbahn betreiben zu können sowie die Straßenbeleuchtung zu verbessern. Den Zuschlag zum Bau erhielt 1900 die Elektrizitäts-AG vormals W. Lahmeyer & Co. in Frankfurt am Main. Im Mai 1901 ging die erste Maschine zur Stromabgabe an die Straßenbahn ans Netz, eineinhalb Jahre später war der Bau komplett abgeschlossen. Das Werk war ein reines Gleichstromwerk, für den Stromtransport über längere Strecken wurde zwei Generatoren zur Umformung in Drehstrom aufgestellt. Um dieses aufwändige Verfahren zu umgehen, wurde 1904 ein Drehstromgenerator installiert. Bereits 1910 war eine Erweiterung des Elektrizitätswerks nötig. Eine Dampfturbine mit Einankerumformer hielt Einzug. Da eine weitere Vergrößerung der Anlage am Standort nicht möglich war, wurde 1922 ein Vertrag mit der Elektrizitätswerk Westfalen AG in Bochum (seit 1925: Vereinigte Elektrizitätswerke Westfalen (VEW)) zur Stromlieferung geschlossen. Im Elektrizitätswerk wurden die nötigen Transformatoren aufgestellt. So konnten die Stadtwerke den steigenden Strombedarf der Bevölkerung bedienen.
Am 12. September 1944 wurde das Elektrizitätswerk durch Bomben vollständig zerstört, so dass die Eigenerzeugung zum Erliegen kam. Schon am 13. April, elf Tage nach der Kapitulation der Stadt, konnte eine rudimentäre, zeitlich begrenzte Stromversorgung durch die VEW wiederhergestellt werden. Das Kraftwerk, das ursprünglich zur Demontage vorgesehen war, wurde bis 1951 wiederaufgebaut.
Bis 1977 wurde das alte Kraftwerk betrieben und dann durch den Neubau eines Kohle-Heizkraftwerks (HKW) ersetzt. Von dort aus wurde die Stadt mit Strom und Fernwärme versorgt. Die Kohle wurde größtenteils per Schiff über den Dortmund-Ems-Kanal bis in den Hafen gebracht und dort im Kohlebunker direkt an der Kaimauer eingelagert.

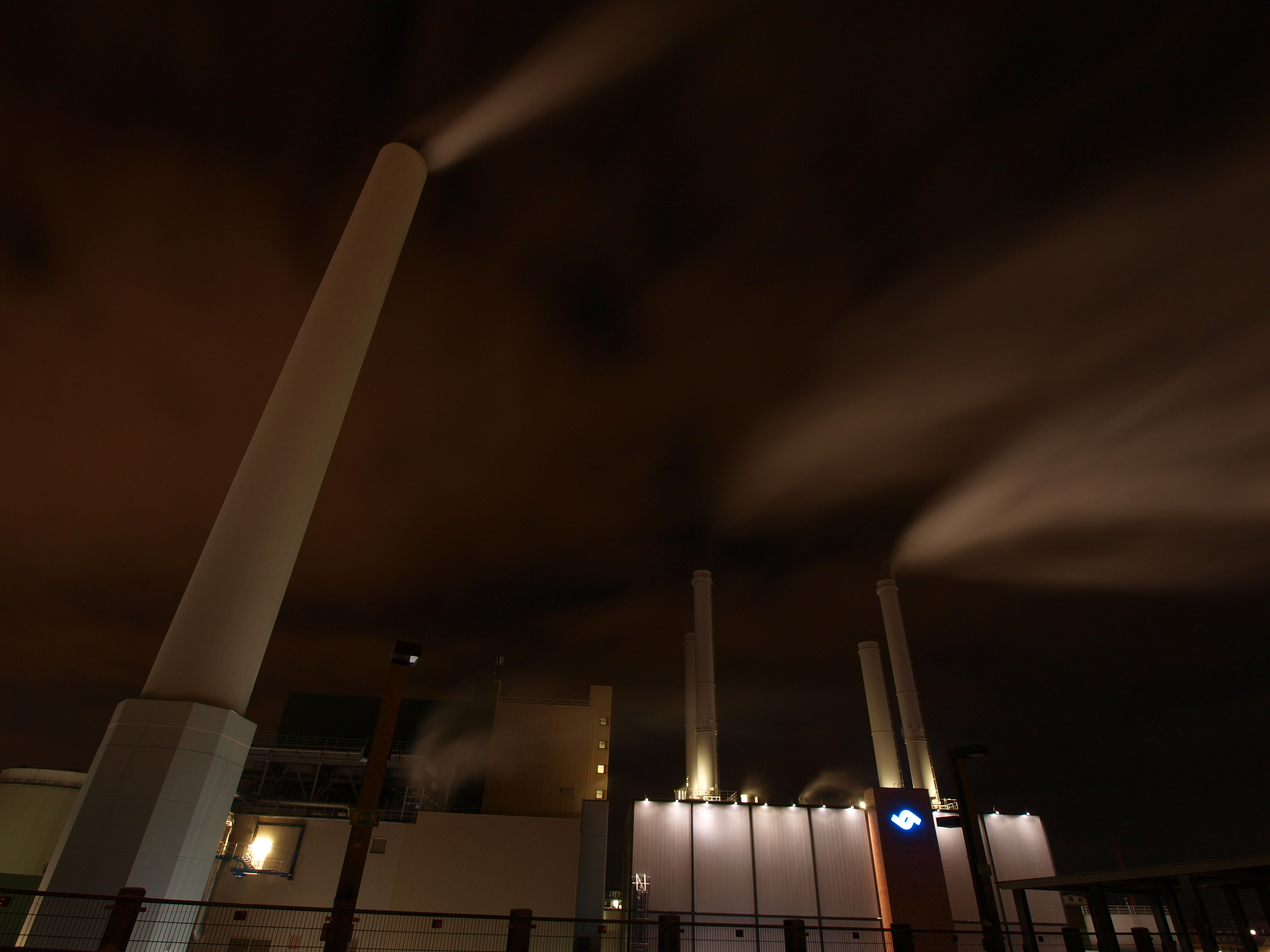
Die neue GuD-Anlage von 2005

1988 stiegen die Stadtwerke Münster in Erneuerbare Energien ein. An der Havichhorster Mühle am Fluss Werse eröffneten die Stadtwerke in diesem Jahr ein Wasserkraftwerk, das jährlich elektrische Energie von rund 240.000 kWh liefert. 1992 ging die gemeinsam mit den Stadtwerken Borkum errichtete Windkraftanlage auf der Nordseeinsel in Betrieb. Seit 1997 wird der gesamte Bioabfall aus Münster in der Bioabfallvergärungsanlage vergoren und in einem benachbarten Blockheizkraftwerk zu Strom gemacht.
1990 ging – nach anfänglichen Schwierigkeiten zwei Jahre später als geplant – im Block 3 des Kohlekraftwerk die erste Anlage zur kombinierten Entschwefelung und Entstickung von Rauchgasen aus Kohlekraftwerken im so genannten DeSONOx-Verfahren in Betrieb. Sie wurde von den Stadtwerken zusammen mit Degussa, Lurgi und Lentjes entwickelt, der Einbau vom Bundesministerium für Forschung und Technologie gefördert. Die Anlage kann bis zu 90 % der Stickoxide und 94 % des Schwefeldioxids aus den Rauchgasen entfernen, bei der Münsteraner Demonstrationsanlage waren diese Werte etwas niedriger. Als Abfallprodukt fällt dabei 70-prozentige Schwefelsäure an, die in der Industrie weiterverwendet wurde. 1992 ging eine weitere Anlage in Block 2 in Betrieb.

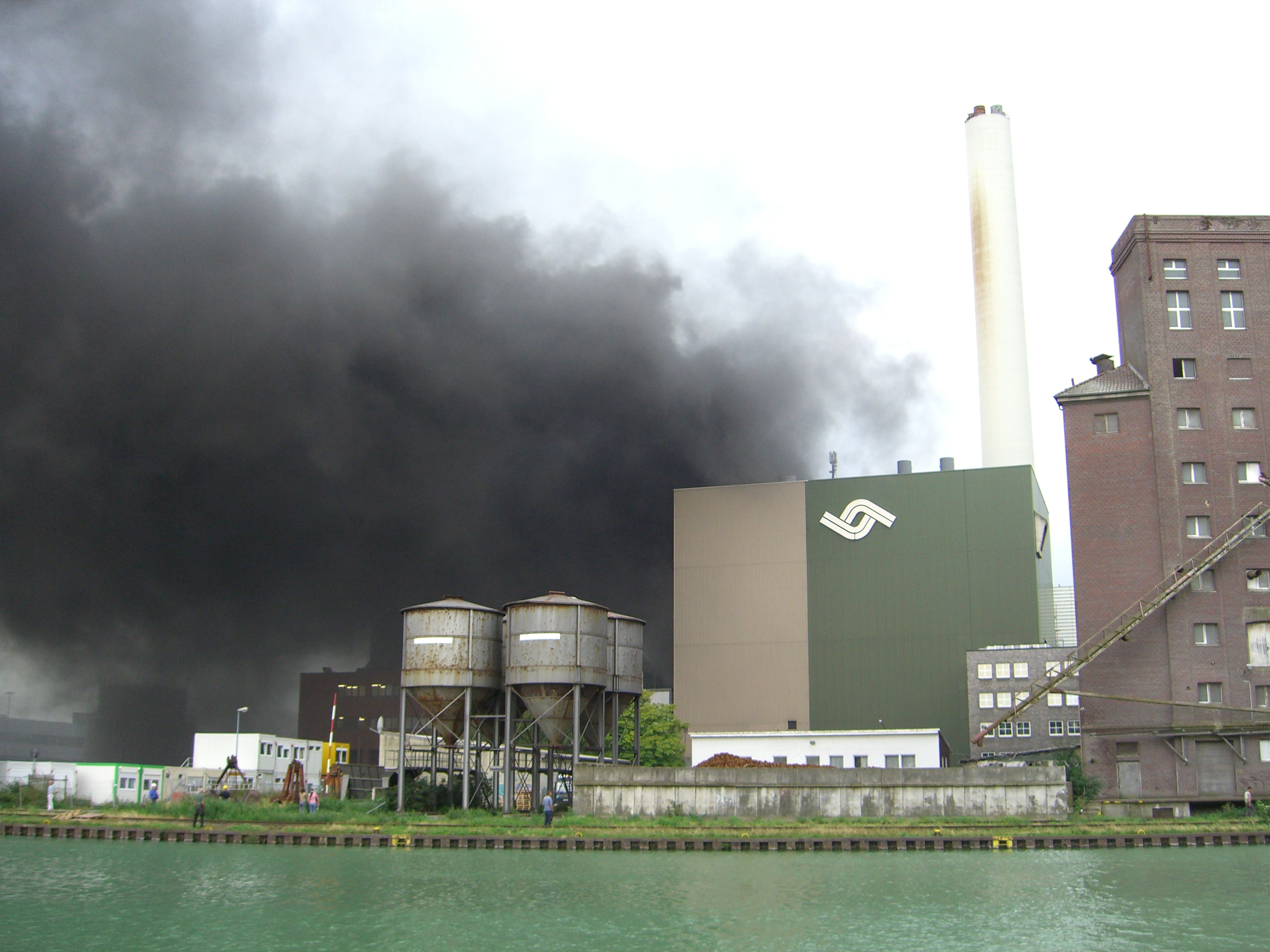
Feuer im stillgelegten HKW

2005 wurde das Kohlekraftwerk stillgelegt und abgebrochen. Dabei brach am 24. August 2006 ein Feuer in der Rauchgasreinigungsanlage aus. Auf Grund der enormen Hitze- und Rauchentwicklung rückten zwei Löschzüge der Berufsfeuerwehr Münster, zehn Löschzüge der Freiwilligen Feuerwehr Münster sowie ein Gelenkmast der Betriebsfeuerwehr der BASF Coatings und ein Kran der Berufsfeuerwehr Dortmund an.
Ersetzt wurde das Kraftwerk 2005 durch das moderne, umweltschonendere GuD-Kraftwerk Münster Hafen, das einen Wirkungsgrad von 88 % erreicht und die Energieproduktion am Hafen auf 570.000 MWh pro Jahr verdreifacht hat. Das entspricht rund der Hälfte des Münsteraner Energiebedarfs. Seit Juni 2011 bieten die Stadtwerke Münster auch Privatkunden außerhalb der Stadt Münster Strom an. Kerngebiet der Expansion stellt das Münsterland dar.
Ausweislich der Stromkennzeichnung der Stadtwerke Münster stammten 2018 60,3 % des gelieferten Stroms aus regenerativen Quellen, 34,6 % aus fossilen Energieträgern und 5,7 % aus Atomkraft.

#### Fernwärme
Die 1968 gegründete Tochter Westfälische Fernwärmeversorgung GmbH übernahm in Münster zwei von der Ruhrkohle errichtete Heizwerke, die die Universität sowie Teile der nordöstlichen Innenstadt mit Fernwärme versorgten. Mit Inbetriebnahme des Kohlekraftwerks am Hafen 1977 steigerte sich auch die in Kraft-Wärme-Kopplung erzeugte Fernwärme der Stadtwerke im Bereich Innenstadt erheblich.
1986 ergänzte das erste Blockheizkraftwerk (BHKW) am Bildungszentrum der Bundesfinanzverwaltung in Gievenbeck das Fernwärme-Portfolio der Stadtwerke. Heute sind zehn BHKW und zusätzlich 24 Klein-BHKW in Mehrfamilienhäusern oder öffentlichen Einrichtungen in Betrieb, die Nahwärme erzeugen und mehrheitlich mit Erdgas betrieben werden. In der Bioabfallvergärungsanlage Coerde werden Deponie-, Klär- und Biogase zur Verbrennung eingesetzt, im BHKW Loddenbach Klärgase.
Das Kohle-Heizkraftwerk wurde 2005 durch das GuD-Kraftwerk ersetzt, das auch die Fernwärmeerzeugung für die Innenstadtbereiche übernommen hat. Der alte Kohlespeicher am Hafen wurde 2007 in einen Fernwärmespeicher umgerüstet. Wenn mehr Wärme erzeugt als verbraucht wird, wird diese in 8000 Kubikmeter fassenden Wassertanks gespeichert und bei steigendem Bedarf wieder abgegeben. So kann die Fahrweise des Kraftwerks geglättet und dadurch Energie eingespart werden. 2016 wurde dieser Speicher um eine Power-to-Heat-Anlage mit einer Leistung von 22 MW erweitert, die eine flexiblere Einbindung von Windenergie in das Energiesystem ermöglicht. Die Anlage kann binnen 30 Sekunden zugeschaltet werden und binnen 5 Minuten ihre Nennleistung erreichen, womit sie Sekundärregelleistung erbringen kann. Investiert wurden 1,7 Mio. Euro.
Rund 20 % des münsterschen Wärmebedarfs wird aus Fernwärme gedeckt.

### Verkehr

#### Straßenbahn

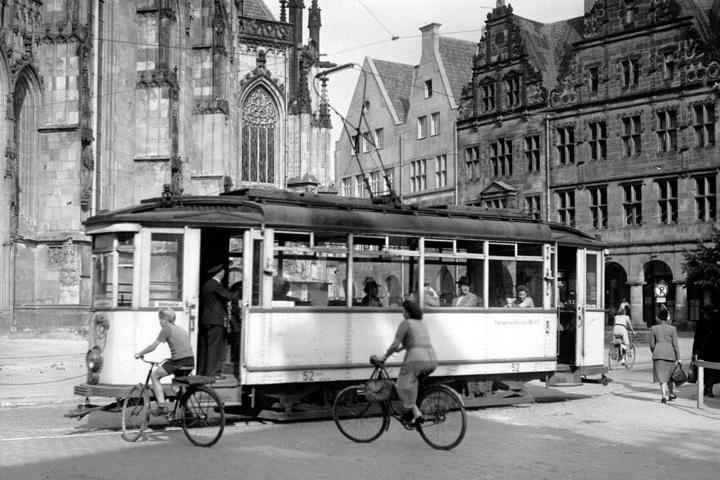
Straßenbahn 1936 auf dem Prinzipalmarkt

Am 8. August 1888 eröffnete der Kutscher Heinrich Hagenschneider in der Stadt Münster ein Pferdeomnibusnetz. Er unterhielt zwischen 7 Uhr morgens und 8 Uhr abends zwei Linien. 1895 gründete die Stadt eine Kommission, die den Einsatz einer elektrischen Straßenbahn prüfen sollte. Letztlich erhielt die Elektrizitäts-AG vormals W. Lahmeyer & Co. 1900 den Auftrag, zusammen mit dem Elektrizitritäts-Werk auch die Straßenbahn zu bauen. Außerdem erhielt die Firma einen Pachtvertrag für das Straßenbahnnetz für zehn Jahre. Am 13. Juli 1901 wurden die drei Linien eröffnet, gekennzeichnet mit den Farben rot, gelb und grün. Wegen Unwirtschaftlichkeit wurde die grüne jedoch schnell wieder gestrichen und teilweise von der roten bedient.
Da der Betrieb schnell rentabel war, wollte die Stadt das Netz erweitern, womit die Elektrizitäts-AG nicht einverstanden war, so dass der Pachtvertrag aufgelöst wurde. 1909 ging daher der Straßenbahnbetrieb in die Hände der Stadt über, die das Netz 1910 entsprechend um eine neue grüne Linie erweitert und diese 1913 zu einer längeren blaue Linie machte. 1913 registrierte die Stadt im ausgebauten Netz fünf Millionen Fahrgäste, mit zwölf Kilometern erreichte es seine größte Ausdehnung.
Wegen der galoppierenden Inflation und Kohlenmangel wurde 1920 erst die blaue Linie eingestellt und dann der gesamte Straßenbahnbetrieb zum 30. September 1922. Erst im Februar 1924 gingen die gelbe und rote, im Juli dann die blaue Linie wieder ans Netz. Ab 1925 wurden dann Omnibusse eingeführt, die Nebenstrecken bedienten.
Im Zweiten Weltkrieg wurde die Straßenbahn schwer in Mitleidenschaft gezogen. Ab 1941 wurden auch Gleise bombardiert und der Fahrbetrieb immer weiter eingeschränkt. Mit der Zerstörung des E-Werks 1944 musste die Straßenbahn auf Grund von fehlender Elektrizität vollständig eingestellt werden. Nach Ende des Krieges wurde das Netz wiederhergestellt: Am 13. November 1946 fuhr die erste Bahn auf der Linie 2 (ehemals gelb). 1948 wurde auch die ehemalige rote Linie als Linie 1 teilweise reaktiviert. In der Zwischenzeit setzten die Stadtwerke Busse und auch LKW zum Personentransport ein.
Die unmittelbare Nachkriegszeit konnte nicht für eine umfassende Modernisierung des Fahrzeugparks genutzt werden. Moderne Nachkriegsstraßenbahnwagen kamen in Münster nicht mehr zum Einsatz. Stattdessen empfahl der Verkehrsplaner Max-Erich Feuchtinger den Umstieg auf Oberleitungsbusse. Die meisten damals noch vorhandenen Straßenbahn-Triebwagen und -Motorwagen wie auch die dazugehörige Infrastruktur (Fahrleitung, Schienen) wurden abgebrochen. Triebwagen und Motorwagen jüngeren Datums fanden eine Weiterverwendung in den Städten Osnabrück und Würzburg. Einer dieser Straßenbahn-Triebwagen, die Nr. 65, fand 1993 seinen Weg zurück nach Münster und ist inzwischen im Stadthaus 3 in voll restauriertem Zustand zu besichtigen.

#### Oberleitungsbus
Am 1. Oktober 1949 eröffneten die Stadtwerke die erste 3,9 Kilometer lange O-Bus-Linie, zwei Jahre später wurde diese zu einer Ringlinie ergänzt. Defekte Gleise markieren 1953 letztlich das Aus für die Straßenbahn: Der Rat sprach sich gegen eine Erneuerung und für den O-Bus-Betrieb auch auf den Linien 1 und 2 aus. Im Oktober 1954 übernahm der O-Bus die Linie 2, am 24. November fuhr dann auf Linie 1 das letzte Mal eine Straßenbahn zum Personentransport in Münster. Der öffentliche Personennahverkehr wurde von diesem Tag an vollständig mit Oberleitungsbussen und Omnibussen durchgeführt.
Letztlich waren die O-Busse aber auch zu problembehaftet. In der Linienführung waren sie nur wenig flexibler als Straßenbahnen, dazu waren sie wenig wetterresistent: Bei Regen nutzte die Schleifkohle am Stromabnehmer sehr schnell ab, bei Temperaturen um den Gefrierpunkt mussten zwei O-Busse das Netz permanent abfahren, um Vereisungen der Oberleitungen zu verhindern.
1962 entschieden die Stadtwerke daher, nur noch Omnibusse mit Dieselmotor einzusetzen, im selben Jahr wurden die ersten drei Gelenkzüge angeschafft. Noch sechs Jahre fuhren O-Busse durch Münster, am 25. Mai 1968 endete der O-Bus-Betrieb vollständig. Da auch andere Städte zu dieser Zeit die O-Busse abschafften, war ein Weiterverkauf der Fahrzeuge nicht möglich.

#### Omnibus

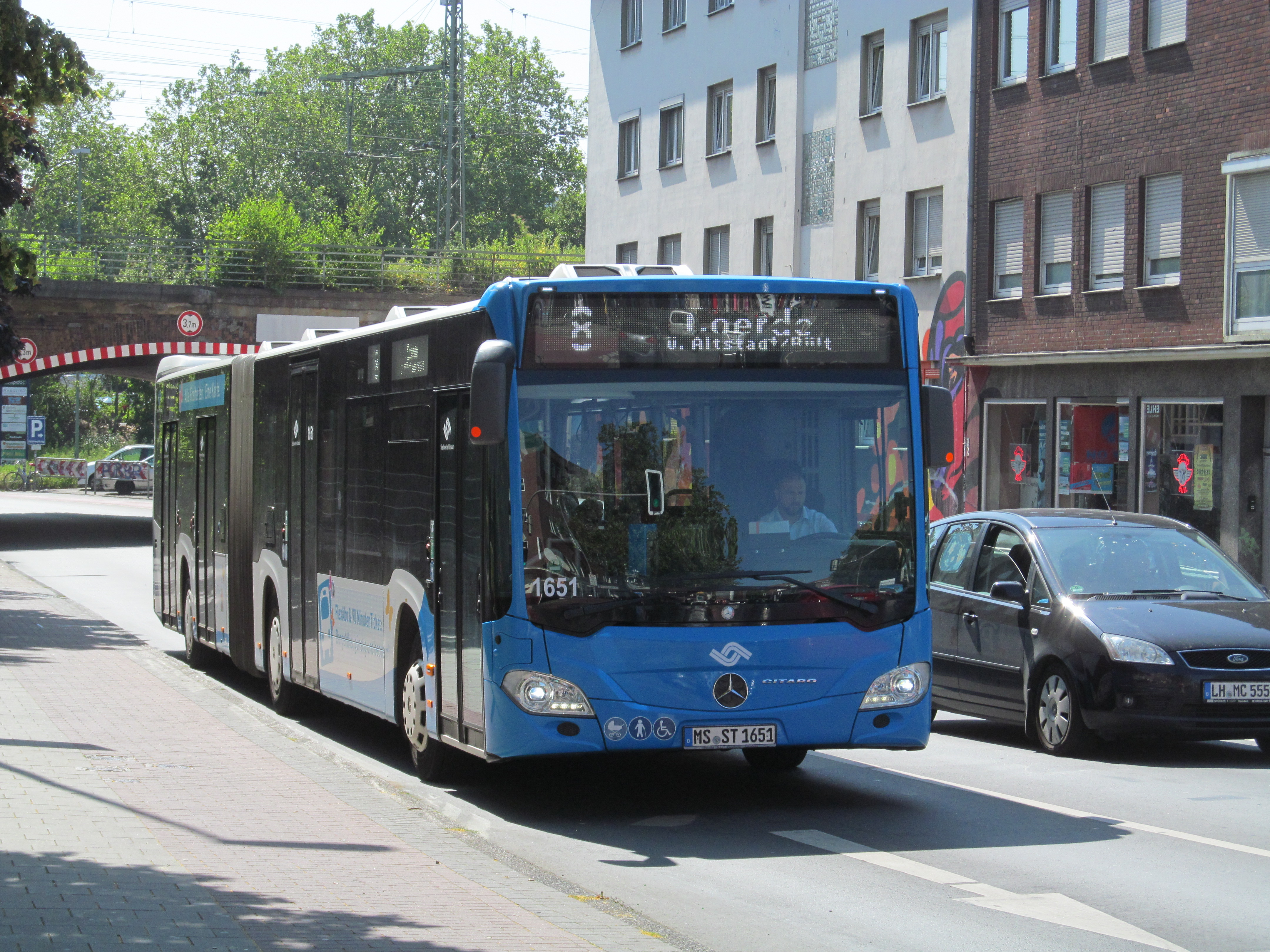
Ein Bus der Stadtwerke Münster am Hauptbahnhof

Mit 18 neuen Fahrzeugen übernahmen die Dieselbusse bis 1968 die O-Bus-Linien. Zusammen mit dieser Neuerung fiel auch der Schaffner weg; der Fahrkartenverkauf im Fahrzeug wurde bis 1971 von den Fahrern übernommen. 1979 wurde die erste Busfahrerin auf die Linie geschickt, nachdem Frauen bereits 1917 während des Ersten Weltkrieges zu Wagenführern ausgebildet wurden.
Das Münster/Hamm-Gesetz erweiterte 1975 das Stadtgebiet und damit auch den Verkehrsbereich der Stadtwerke. Da die neuen Stadtteile jedoch größtenteils von Regionalbusunternehmen angefahren wurden, galten dort unterschiedliche Tarife. Diese wurden 1978 durch die Gründung der Verkehrsgemeinschaft Münster harmonisiert. Gleichzeitig nahmen die Stadtwerke aber auch eigene Linien in die meisten Stadtteile in Betrieb. 1983 wurde die Verkehrsgemeinschaft Münsterland (VGM) gegründet, welche einen einheitlichen Tarif im gesamten Münsterland anbietet und 2019 vom Westfalentarif abgelöst wurde.
Mit dem Anrufsammeltaxi (AST) 1993 führten die Stadtwerke außerdem am Wochenende ein Nachtbussystem ein, ab 1995 auch wochentäglich. 2001 fiel das AST weg, stattdessen gab es ein „echtes“ Nachtbussystem ohne vorherige Anmeldung. 2006 erfolgte erneut eine Reorganisation des Nachtnetzes: Statt eines Abendnetzes zwischen 20 Uhr und Mitternacht auf den Linien des Tagnetzes mit verringertem Takt und einem anschließenden Nachtnetz wird ab 21 Uhr ein Angebot bis 2 Uhr in der Woche und durchgehend am Wochenende bedient.

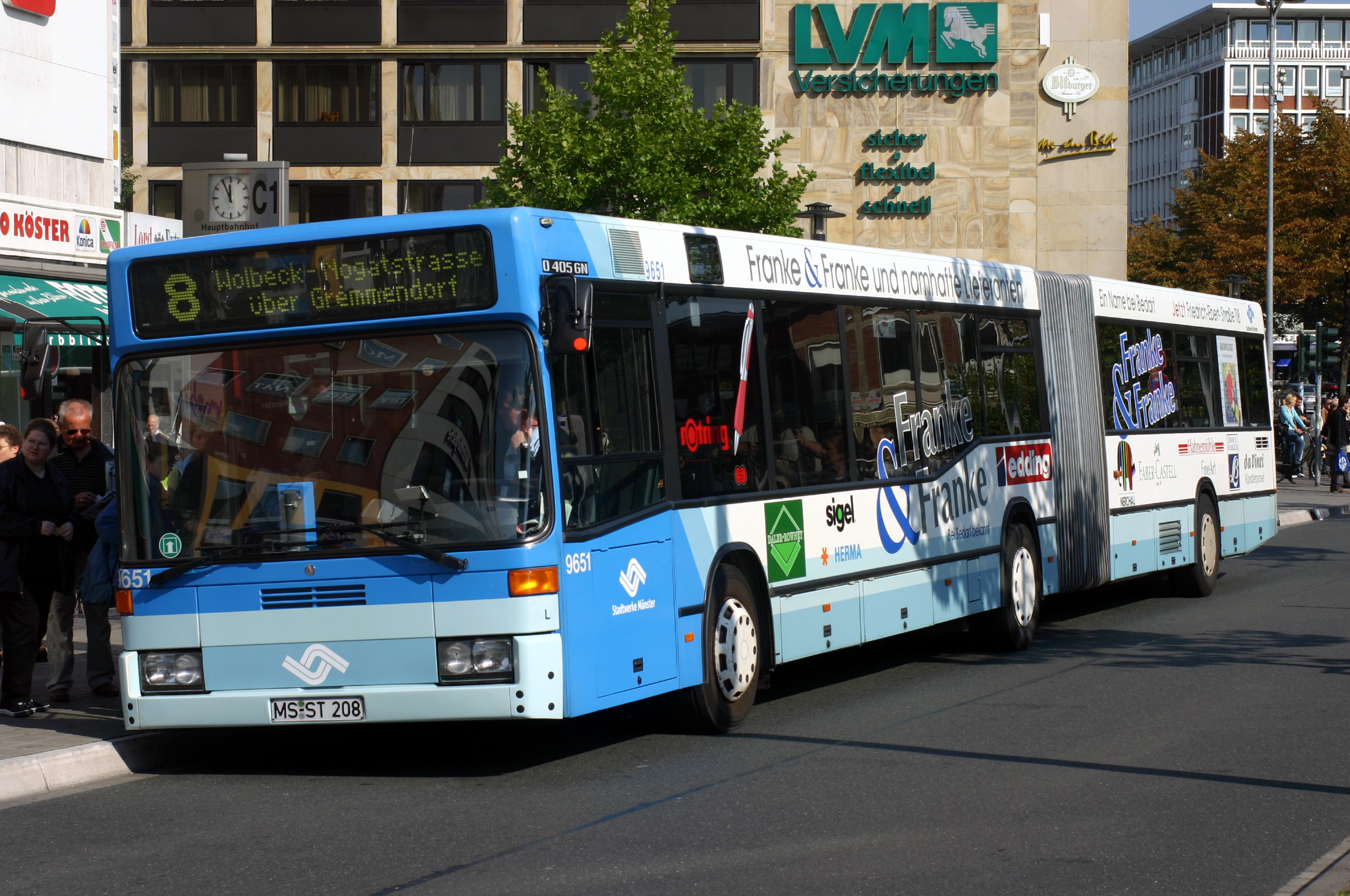
Stadtwerke-Bus von 1996, mittlerweile ausgemustert

Im Vorgang der geplanten Teilprivatisierung plante der Rat der Stadt Münster 2001, die Busfahrer in eine neue Gesellschaft auszugliedern. Zum 1. Juli wurde dieser Plan umgesetzt, so dass die Fahrer keinem Tarifvertrag mehr unterlagen. Nach einer Urabstimmung von ver.di am 3. Juli gingen die Stadtwerke-Fahrer am 4. Juli und erneut ab dem 9. Juli in Streik. Die Stadtwerke hielten den Verkehr mit Hilfe privater Subunternehmer ganztägig im Nachtnetz aufrecht. Nachdem Ende Juli bereits genug Unterschriften vorlagen, um einen Bürgerentscheid zu erzwingen, nahm der Rat den Entschluss zurück, so dass die Fahrer am 1. August ihre Arbeit wieder aufnahmen und zurück zu den Stadtwerken überführt wurden. Dort wurde der Spartentarifvertrag TV-N eingeführt. Umfragen zeigten im Anschluss, dass die Münsteraner Verständnis für den Streik und Solidarität mit den Fahrern zeigten, aber auch, dass der Streik nur wenige in ihrer Mobilität eingeschränkt habe.
Die Stadtwerke Münster betreiben heute 20 Stadtbus – und zwei Shuttle-Bus-Linien (18: Hiltrup – Wolbeck; 19: Coerde – Kinderhaus – Sprakel) im Tages- sowie sechs Linien im Nachtnetz, das hier bereits gegen 21.00 Uhr beginnt. Die Konzessionen für einzelne Linien teilen sich die Stadtwerke hierbei mit Regionalverkehr Münsterland (RVM), Westfalenbus und Kraftverkehr Münsterland/Weilke. Als Subunternehmer sind außerdem die Unternehmen Jungnitsch/Theo’s Reisen, Erfmann Reisen, Reisedienst B. Bils, Verkehrsbetrieb Schäpers und Verkehrsbetriebe Bils mit eigenen Fahrzeugen auf verschiedenen Kursen unterwegs.
Hauptknoten ist der Hauptbahnhof, der von allen Linien angefahren wird. Somit ergibt sich ein sternförmiges Netz, in dem die meisten Linien vom Rand in Richtung Innenstadt fahren und von dort weiter in andere Außenstadtteile. Größter Kritikpunkt des Systems war das Fehlen einer Ringlinie, die die Außenbereiche direkt miteinander verbindet.
Deren Einführung im Oktober 2016 erhöht die Attraktivität des städtischen Busnetzes weiter.
Seit 1993 gilt in der Regel der sogenannte „City-Takt“. Dabei liegt der Rhythmus am Tag bei 20 Minuten, auf den Hauptverkehrsachsen wird durch Linienbündelung ein exakter 10-Minuten-Takt erreicht. Während des Berufsverkehrs fahren zusätzliche Entlastungsfahrten (gekennzeichnet mit „E“ vor der Liniennummer) zwischen den Stadtteilen und der Innenstadt. Zwischen 21 Uhr und Mitternacht liegt der Takt im Nachtnetz bei 30 Minuten, danach beim Nachtbus alle 60 Minuten.

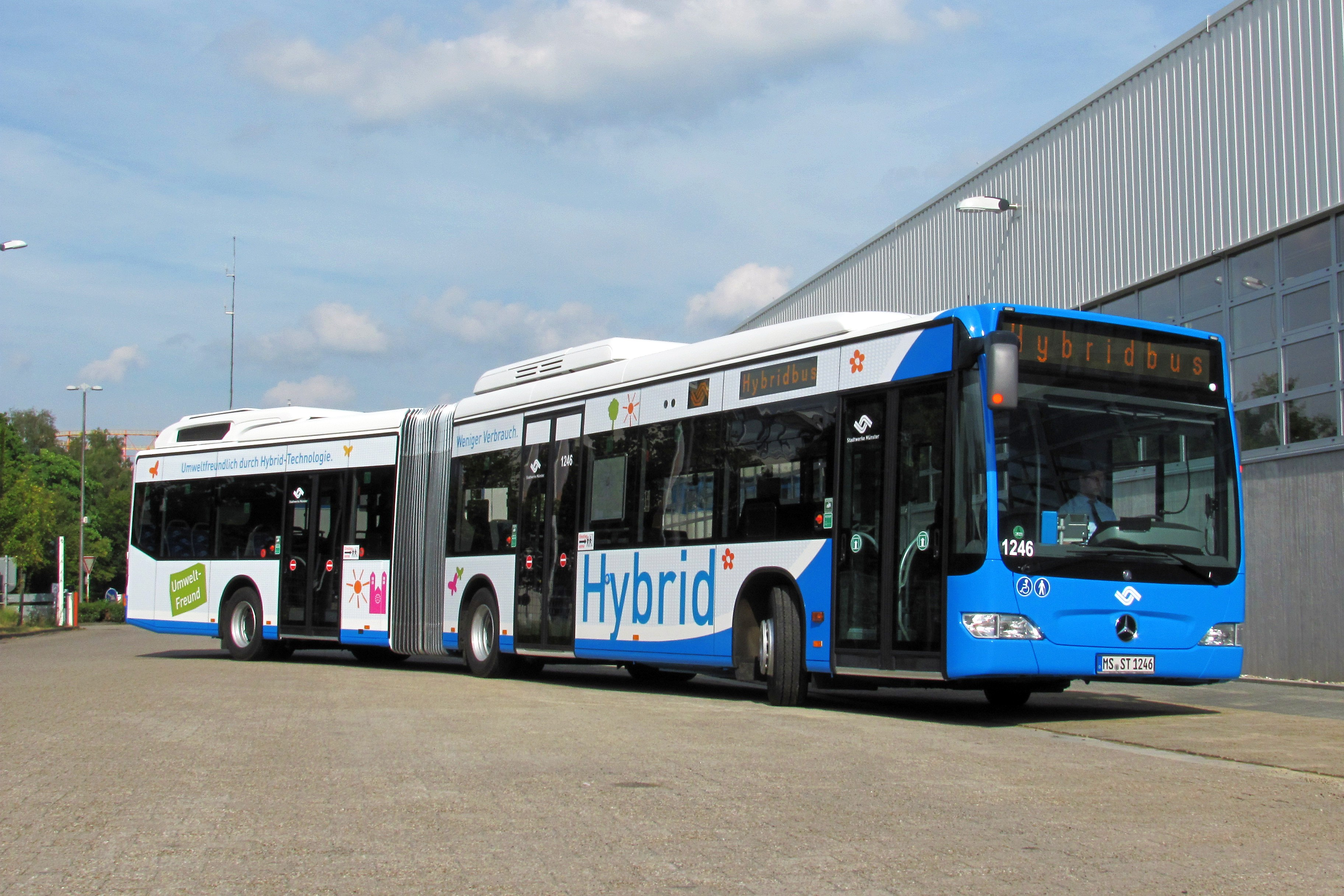
Präsentation der Hybridbusse

In Umfragen über die Kundenzufriedenheit nehmen die Stadtwerke regelmäßig Spitzenpositionen ein, so wurde die Kundenbarometer-Umfrage von TNS-Emnid 2003, 2004, 2011 und 2012 gewonnen. Das Projekt „Sprechende Haltestellen“, bei dem Blinden an vielen Innenstadthaltestellen auf Knopfdruck die nächsten Abfahrten vorgelesen werden, wurde 2008 im Rahmen der Initiative Deutschland – Land der Ideen als einer der „365 Orte im Land der Ideen“ ausgezeichnet. Mit 46 Millionen Fahrgästen fuhren 2018 so viele Menschen wie noch nie in den Münsteraner Bussen.
Ende August 2012 nahmen die Stadtwerke ihre ersten beiden Hybridbusse vom Typ Mercedes-Benz Citaro GDH in Betrieb. Seit 2015 fahren auf der Linie 14 reine Batteriebusse des niederländischen Hersteller VDL Bus & Coach. Im Rahmen des Projektes ZeEUS wird die Linie vollständig mit Elektrobussen betrieben. 2018 wurden fünf weitere Elektrobusse angeschafft. Anfang 2024 besaßen die Stadtwerke Münster 73 Elektrobusse der Marken VDL und Mercedes-Benz und weniger als 50 Dieselbusse. Im Juli 2025 wurde angekündigt, in den Bussen den Ticketverkauf gegen Bargeld zum 1. November 2025 abzuschaffen.

## Konzern Stadtwerke Münster
Die Stadtwerke Münster sind eine Gesellschaft mit beschränkter Haftung. Einzige Gesellschafterin ist die Stadt Münster, so dass die Stadtwerke als kommunales Unternehmen anzusehen sind.

### Versuchte Teilprivatisierung 2001/2002
2001 beschloss der Stadtrat mit seiner Mehrheit aus CDU und FDP, die Stadtwerke zu 49 % an einen privaten Investor zu verkaufen. Gegen diesen Verkauf formierte sich eine Bürgerinitiative um die frühere SPD-Oberbürgermeisterin Marion Tüns und den früheren Studentenpfarrer Otto Meyer. Im Februar 2002 übergab die Initiative der Stadt Münster 17.009 Unterschriften gegen den Beschluss. Da der Rat der Bürgerforderung nach dem Erhalt der Stadtwerke in kommunaler Hand nicht nachkommen wollte, wurde ein Bürgerentscheid gestartet.
Die CDU warb mit dem Slogan „Wir in Münster sind doch nicht von gestern“ um die Wählergunst. Sie nannte sieben Argumente pro Teilprivatisierung: Nur mit einem starken Partner könnten die Stadtwerke demnach Arbeitsplätze sichern, ihre Marktposition stärken und neue Geschäftsfelder erschließen. Außerdem zeige das Beispiel Telefon, dass der Verbraucher von fallenden Monopolen profitiere. Ein Viertel des eingenommenen Geldes solle in die Schulsanierung gehen, die restlichen drei Viertel in die Tilgung der städtischen Schulden. Zuletzt sei der Zeitpunkt günstig, da viele potentielle Partner an den Stadtwerken interessiert seien und viele Kommunen gute Erfahrungen gemacht hätten. Der Rat erwartete 2001, bis zu 400 Millionen D-Mark einnehmen zu können.
Die Bürgerinitiative argumentierte hingegen, dass die Stadtwerke für das Gemeinwohl unverzichtbar seien und in kommunaler Hand eine sichere und bürgernahe Energieversorgung mit Strom, Gas, Wasser und Wärme garantierten. Man dürfe Versorgung und Nahverkehr nicht einem Konzern überlassen, der nur Gewinnmaximierung anstrebe. Mit rund 15,5 Millionen Euro unterstützten die Stadtwerke jährlich den Haushalt der Stadt, hinzu kämen 15,5 Millionen Euro Subventionierung des Verkehrsbetriebes und 41 Millionen Euro an Aufträgen für die Münsteraner Wirtschaft. Die Stadtwerke seien „das wertvolle Tafelsilber“, das die CDU für die Schuldentilgung verhökern wolle.
Am 16. Juni 2002 fand der Bürgerentscheid schließlich statt. Die Fragestellung lautete: „Soll die Stadt Münster alleinige Gesellschafterin der Stadtwerke Münster GmbH bleiben?“. Dabei stimmten 42.929 (65,4 %) Münsteraner mit „ja“, 22.706 (34,6 %) mit „nein“. Da das nötige „ja“-Quorum von 20 % aller Wahlberechtigten übertroffen wurde, wurde der Bürgerentscheid angenommen und für den Rat auf zwei Jahre bindend. Volkswirte der Westfälischen Wilhelms-Universität kritisierten die Entscheidung in der Folge, auch Stadtwerke-Geschäftsführung und CDU zeigten sich enttäuscht. Die damaligen Stadtwerke-Geschäftsführer Norbert Ohlms und Werner Spickenheuer reagierten auf das Ergebnis mit der Ankündigung, nun verstärkt horizontale Kooperationen mit anderen Stadtwerken eingehen zu wollen.

### Beteiligungen

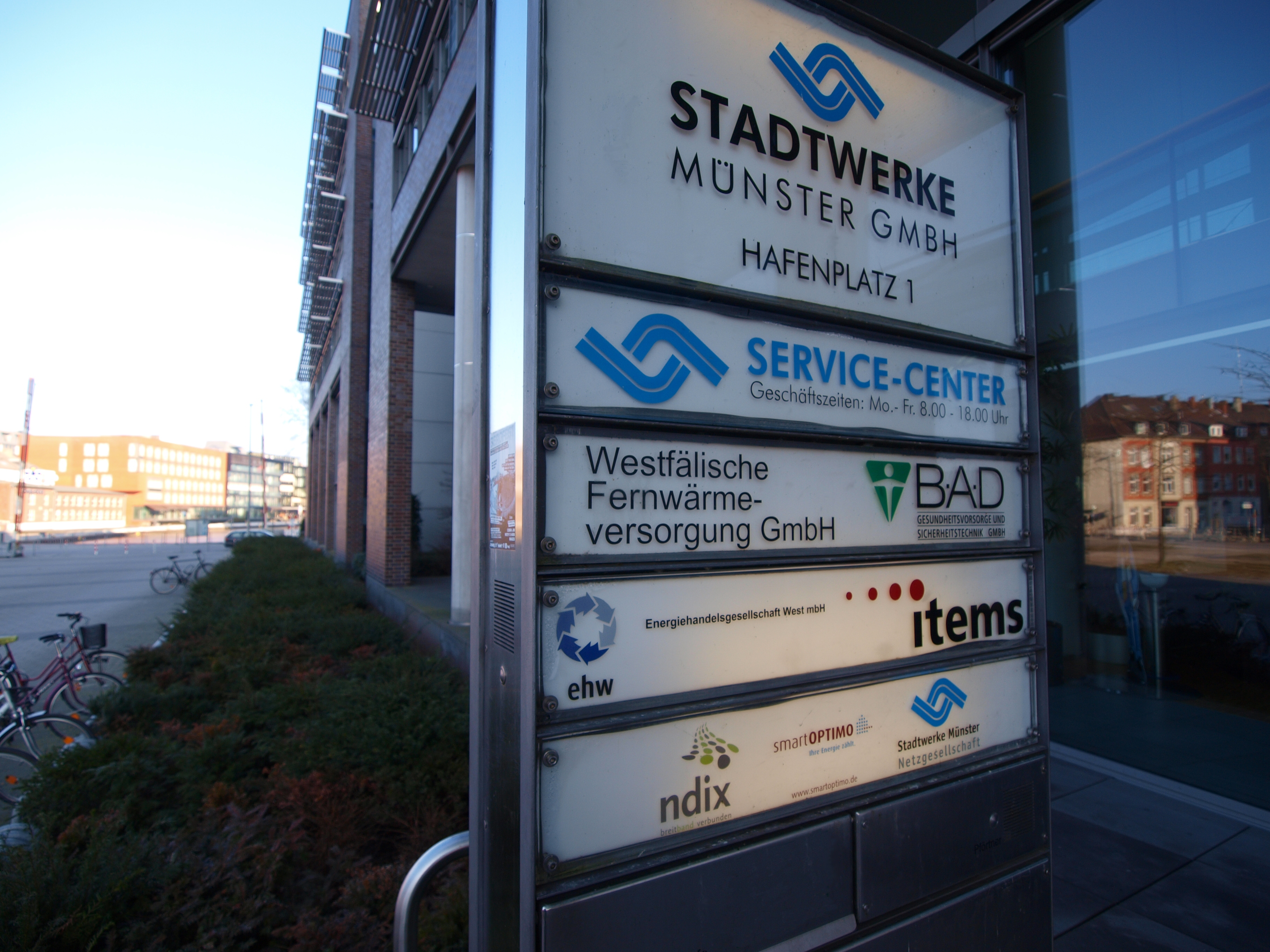
Viele der Töchter sitzen ebenfalls im Stadtwerke-Sitz am Hafenplatz

Die Stadtwerke sind an mehreren Unternehmen unmittelbar beteiligt. Neben operativen Beteiligungen liegen außerdem einige originär städtische Beteiligungen bei den Stadtwerken Münster, die nicht unmittelbar dem Betriebszweck dienen. Das städtische Amt für Finanzen und Beteiligungen ist für das Management der Stadtwerke als unmittelbares Tochterunternehmen sowie der mittelbaren Beteiligungen verantwortlich.
Vollständig im Besitz der Stadtwerke befinden sich die Verkehrsservice Gesellschaft Münster mbH (VSM) und die münsterNETZ GmbH sowie ein Unternehmen, das einen Windpark betreibt. Diese Unternehmen werden als verbundene Unternehmen vollständig in die Bilanz der Stadtwerke konsolidiert.
- Die VSM war die „Fahrergesellschaft“ der Stadtwerke Münster. Sie wurde 2001 mit dem Ziel gegründet, die Busfahrer in Stadtwerke-Diensten in sie einzugliedern. Dies wurde durch den Busfahrerstreik im Sommer 2001 verhindert. Seitdem wurden bis 2018 alle neuen Fahrer bei der VSM eingestellt. Im Rahmen einer In-House-Vergabe übernahmen die Fahrer dann Liniendienste für die Stadtwerke sowie Schulverkehre für die Stadt Münster. 2018 wurden die Busfahrer der VSM zurück zu den Stadtwerken überführt. Die Auflösung der VSM folgte zahlreichen Klagen von VSM-Mitarbeitern gegen die Stadtwerke Münster GmbH. Hierbei ging es um eine unzulässige Arbeitnehmerüberlassung der Stadtwerke Münster GmbH an die VSM. Um die VSM weiter als Personaldienstleister der Stadtwerke Münster GmbH einsetzen zu können, wäre z. B. eine eigene Leitstelle einzurichten gewesen. Da dies als unrentabel angesehen wurde, kam es zu der bekannten Auflösung.[47][48][49] Bis heute kam es zu keiner gerichtlichen Entscheidung an einem Arbeitsgericht.
- Die Netzgesellschaft münsterNETZ war der Netzbetreiber für Strom, Gas, Wasser und Fernwärme in den Konzessionsgebieten der Stadtwerke Münster. Sie wurde 2005 gegründet, um der politisch gewünschten Trennung von Netz und Vertrieb nachzukommen (so genanntes Unbundling). Dadurch erhalten auch Wettbewerber diskriminierungsfrei und transparent zu gleichen Bedingungen Zugang zum Netz.[50] Seit dem 1. September 2020 firmieren sie als Stadtnetze Münster (SNM).[51]
- Die Bürgerwindpark Löningen GmbH & Co. KG betreibt sieben Windkraftanlagen mit einer Leistung von 14 MW in Löningen. Die Stadtwerke Münster haben diese durch Erwerb der Gesellschaft übernommen.

Beteiligt sind die Stadtwerke außerdem an:
- Westfälische Fernwärmeversorgung GmbH: Zusammen mit den Stadtwerken Dinslaken übernimmt das Unternehmen einen Teil der Fernwärmeversorgung in Münster. Beide Unternehmen halten 50 % an der Gesellschaft.
- Windkraft Nordseeheilbad Borkum GmbH: Zusammen mit den Stadtwerken Borkum betreibt die Gesellschaft eine Windkraftanlage auf Borkum. Die Stadtwerke Münster halten 49,9 %.
- smart Optimo GmbH & Co: Alle Zähl- und Messaktivitäten (Strom, Gas, Wasser, Fernwärme) wurden in diese Gesellschaft ausgelagert. Dies geschah im Rahmen des Projekts KOSMOS2020 (für: Kommunale Stadtwerke Münster Osnabrück), in dem die Stadtwerke Osnabrück und Münster kooperieren. Die Stadtwerke Münster halten 38 %.
- items GmbH: Die items wurde 1999 als Ausgliederung der ehemaligen IT-Einheit der Stadtwerke Münster gegründet und ist der IT-Dienstleister. Inzwischen sind weitere Unternehmen aus der Energie- und Nahverkehrsbranche an dem Unternehmen beteiligt. Den größten Anteil halten mit 31 % die Stadtwerke Münster.
- Westfälische Bauindustrie GmbH: Betreiber von Parkhäusern in Münster: 99 %. Restliche 1 %: Stadt Münster.
- NDIX B.V.: Nederlands-Duitse Internet Exchange, 50 %

Zusätzlich unterhalten die Stadtwerke Münster reine Kapitalbeteiligungen:
- FMO Flughafen Münster-Osnabrück GmbH: Der Anteil der Stadt Münster am Flughafen Münster/Osnabrück liegt bei den Stadtwerken, 35 %
- Westfälische Landes-Eisenbahn GmbH, 14 %
- Lokalradio Münster Betriebsgesellschaft mbH & Co KG: Betreiber von Antenne Münster, 25 %
- Green GECCO: Betrieb von Kraftwerken auf Basis regenerativer Energien, zusammen mit 25 Stadtwerken sowie RWE Innogy: 8 %

## Kennzahlen
Ergebnis der Geschäftsjahre (Zahlen in Mio. Euro):
|                  | 2018  | 2017  |
| ---------------- | ----- | ----- |
| Umsatzerlöse     | 547,0 | 547,0 |
| Jahresüberschuss | 26,8  | 14,1  |

Kennzahlen der Versorgungsbereiche 2018:
|             | Abgabe         | Eigenerzeugung | Netzlänge |
| ----------- | -------------- | -------------- | --------- |
| Strom       | 1.242 Mio. kWh | 423 Mio. kWh   | 3.638 km  |
| Erdgas      | 2.078 Mio. kWh | –              | 966 km    |
| Fernwärme   | 574 Mio. kWh   | 580 Mio. kWh   | 121 km    |
| Trinkwasser | 17,1 Mio. m³   | 13,3 Mio. m³   | 1.108 km  |

Kennzahlen des Verkehrsbetriebes 2018:
|                  | 2012                 |
| ---------------- | -------------------- |
| Fahrgäste        | 46,3 Mio. Personen   |
| Fahrzeuge        | rd. 120 eigene Busse |
| Betriebsleistung | rd. 10 Mio. Wagen-km |